# Дальневосточное (Амурская область)
Дальневосто́чное — село в Ромненском районе Амурской области России. Административный центр Дальневосточного сельсовета.

## География
Село Дальневосточное расположено к юго-западу от районного центра Ромненского района села Ромны, автомобильная дорога идёт через Поздеевку, расстояние до райцентра — 54 км.
Расстояние до Поздеевки (станция Забайкальской железной дороги на Транссибе) — 10 км.
От села Дальневосточное на юг идёт дорога к селу Урожайное, на запад — к селу Григорьевка.

## История
Решением от 15 июля 1964 года № 415а исполнительного комитета Амурского областного совета депутатов трудящихся зарегистрирован и присвоено наименование населённому пункту первого отделения Дальневосточного совхоза — посёлок Дальневосточный.

## Население
| 2002 | 2010 | 2012 | 2013 | 2014 | 2015 | 2016 | 2017 | 2018 |
| ---- | ---- | ---- | ---- | ---- | ---- | ---- | ---- | ---- |
| 503  | ↘326 | ↘309 | ↘298 | ↘288 | ↘276 | ↘274 | ↘260 | ↘250 |

## Улицы
| - ул. Высокая, - ул. Западная, - ул. Комсомольская, - ул. Мирная, - ул. Нижняя, | - ул. Пионерская, - ул. Полевая, - ул. Рабочая, - ул. Садовая, - ул. Южная. |